# 차기훈
차기훈(1985년 3월 9일 ~ )은 전 KBO 리그 야구 선수의 투수이다.

## 출신학교
- 서울영일초등학교
- 서울 영남중학교
- 신일고등학교
- 단국대학교 스포츠과학부 스포츠경영 전공학과(2004학번)